# Măneşti
Măneşti es una comuna ubicada en el distrito de Dâmbovița, Rumania.

## Superficie
Posee una superficie de 37,95 kilómetros cuadrados.

## Demografía
Hasta 2021 la población era de 5361 habitantes, con una densidad de población de 141,3 habitantes por kilómetro cuadrado.